# Тарґувка (Мазовецьке воєводство)
Тарґувка (пол. Targówka) — село в Польщі, у гміні Мінськ-Мазовецький Мінського повіту Мазовецького воєводства.
Населення — 753 особи (2011).
У 1975-1998 роках село належало до Седлецького воєводства.

## Демографія
Демографічна структура станом на 31 березня 2011 року:
|          | Загалом | Допрацездатний вік | Працездатний вік | Постпрацездатний вік |
| -------- | ------- | ------------------ | ---------------- | -------------------- |
| Чоловіки | 380     | 104                | 256              | 20                   |
| Жінки    | 373     | 97                 | 227              | 49                   |
| Разом    | 753     | 201                | 483              | 69                   |